# Порушник (фільм)
Порушник (англ. Breaker! Breaker!) — американський бойовик 1977 року режисера Дона Хьюлітта.

## Сюжет
Джон Доус, відомий і популярний у вузький колах далекобійник, а також чемпіон зі східних єдиноборств, волею випадку натикається на містечко зі своїми порядками. Це відбувається після загадкової пропажі його молодшого брата Біллі, що відправився в свою першу поїздку з доставки вантажу. Джон відразу запідозрив в безслідному зникненні брата саме це містечко, жителі якого відлюдники і затворники, що керуються безжалісним місцевим суддею Тріммінгсом, який тримає місто за допомогою вірних підручних поліцейських округу в страху.

## У ролях
- Чак Норріс — Джон Девід «Дж. Д.» Доус
- Джордж Мердок — Суддя Джошуа Тріммінг
- Террі О'Коннор — Арлін Тріммінг
- Дон Гентрі — сержант Строуд
- Джон Ді Фуско — Ерні
- Рон Цеділлос — заступник Болс
- Майкл Одженстейн — Біллі Доус
- Ден Вандегріфт — Вілфред
- Дуглас Стівенсон — Дрейк
- Пол Кавекі — Вейд
- Ларрі Федер — Джордж
- Джек Ненс — Бертон
- Девід Безар — Тоні Тріммінг
- Міранда Гаррісон — буфетниця
- Амелія Лоренсон — Луана
- Рей Сеніджер — кухар
- Ді Купер — тюремник
- Дебора Шор — Перл
- Велікий Джон Л. — Камінські
- Девід Стівен Ессекс — Елрой